# Sulfoniumverbindungen

Struktur einer Sulfoniumverbindung (das Gegenion – ein Anion – ist nicht abgebildet).

Sulfoniumverbindungen sind eine Stoffgruppe organisch-chemischer Verbindungen, die ein positiv geladenes Schwefelatom mit drei Substituenten enthalten. Ihre allgemeine Strukturformel ist R1R2R3S+, wobei R1, R2 und R3 Alkyl- oder Aryl-Reste sind. Das Schwefelatom besitzt ein freies Elektronenpaar, so dass nach dem VSEPR-Modell die Sulfoniumverbindungen eine pyramidale Struktur aufweisen. Sie sind sowohl isostrukturell als auch isoelektronisch zu Phosphinen.

## Darstellung
Sulfoniumsalze lassen sich aus Thioethern durch Alkylierung, z. B. mit Halogenalkanen, in unpolaren Lösungsmitteln herstellen und in Substanz isolieren. Ein Beispiel ist Umsetzung von Dimethylsulfid mit Brommethan bei der Trimethylsulfoniumbromid entsteht:
{\displaystyle \mathrm {CH_{3}-S-CH_{3}+CH_{3}Br\longrightarrow (CH_{3})_{3}S^{+}+Br^{-}} }

## Eigenschaften
Sulfoniumsalze sind meist kristalline Feststoffe, die in Abwesenheit von Wasser stabil sind. Sie sind starke Alkylierungsmittel. 

S-Adenosylmethionin

Die Energiebarriere für die pyramidale Inversion ist relativ hoch, so dass diese bei Raumtemperatur langsam verläuft. Geeignet substituierte Sulfoniumverbindungen sind daher chiral und die Enantiomere lassen sich trennen.
Im Vergleich zu den analogen Oxoniumverbindungen sind die Sulfoniumverbindungen thermodynamisch stabiler, zeigen eine größere strukturelle Diversität und können einfacher unter atmosphärischen Bedingungen gehandhabt werden.
Durch starke Basen lassen sich Sulfoniumverbindungen zu Sulfonium-Yliden deprotonieren.

## Vorkommen
In der Natur kommen sie meist nur als instabile Zwischenstufen vor. Ein biochemisch relevantes Beispiel ist der Methylgruppenüberträger S-Adenosylmethionin.